# Manhattan Beach (Roman)
Manhattan Beach ist ein historischer Roman der US-amerikanischen Schriftstellerin Jennifer Egan, der 2017 bei Scribner erschien. Der Roman schildert den Werdegang der ersten Marinetaucherin in den USA und ihre Nachforschungen in der kriminellen Unterwelt über das Schicksal ihres unter ungeklärten Umständen verschwundenen Vaters und liefert damit ein Zeitporträt der 1930er und 1940er Jahre in New York. Das Nachrichten-Magazin Time reihte Manhattan Beach unter die Top Ten der Romane des Jahres 2017. Die deutschsprachige Erstausgabe erschien in der Übersetzung durch Henning Ahrens 2018 im S. Fischer Verlag.

## Handlung
Die elfjährige Anna Kerrigan und ihr Vater Eddie treffen den Gangster Dexter Styles im Jahr 1934 in seiner Villa an der Küste von Manhattan Beach in Brooklyn, New York City. Eddie ist ein ehemaliger Vaudeville Künstler, der in den 20er Jahren zum Börsenmakler umsattelte, und dann in Großen Depression in den 30er Jahren sein Vermögen verlor. Er verdient nun ein sehr geringes Einkommen als Laufbursche in der kriminellen Unterwelt. Eddy bittet Styles um Geld für einen Rollstuhl für Annas jüngere Schwester Lydia, die durch eine frühkindliche Hirnschädigung gelähmt ist und erklärt sich dafür bereit, für Styles Glückspiel-Betrieb zu arbeiten, was er aber vor Anna geheim hält. Am Strand steigt Anna barfuß ins kalte Wasser um ihre Härte zu beweisen – diese kindische Kühnheit hinterlässt einen bleibenden Eindruck bei Styles. Eines Tages verschwindet Annas Vater spurlos.
Im Jahr 1942, im Alter von 19 Jahren, arbeitet Anna an der Brooklyn Navy Yard in der Produktion von Kriegsschiffen für die US Navy. Ihr Job besteht darin, kleine Metallteile mit einer Messschraube zu vermessen. Zusätzlich besucht sie Lehrveranstaltungen am Brooklyn College. Eines Tages beobachtet sie einen professionellen Taucher bei seiner Arbeit und wird dadurch inspiriert, ebenfalls eine Ausbildung als Taucherin zu beginnen. Gegen den Wunsch des zuständigen Offiziers wechselt sie schließlich in den Bereich Unterwasserreparaturen. Als erste Taucherin für die Kriegsmarine hat sie dabei mit vielen Herausforderungen zu kämpfen.
Mit ihrem Einkommen ernährt Anna ihre Mutter und ihre Schwester Lydia. Gelegentliche finanzielle Unterstützung erhält die Familie später auch von Eddies Schwester, die, angeblich durch einen wohlhabenden Liebhaber, etwas besser abgesichert scheint. Annas Mutter ist ganz auf die pflegebedürftige Lydia fokussiert. Lydias Beeinträchtigung äußert sich ähnlich wie Zerebralparese: sie kann ihre Umgebung wahrnehmen, aber kaum kommunizieren.
Styles, der sich in die bessere New Yorker Gesellschaft eingeheiratet hat, hat inzwischen Karriere als Gangsterboss gemacht und besitzt mehrere Nachtclubs. In einem dieser Nachtclubs begegnet er eines Tages Anna wieder, die eine Kollegin dorthin begleitet hat. Anna ist bestürzt, ihn wiederzuerkennen, da sie ihn mit dem Verschwinden ihres Vaters in Verbindung bringt. Sie selbst gibt sich daher nicht zu erkennen und beginnt eine Affäre mit Styles, die sie auch dazu nützt, weitere Nachforschungen über das Schicksal ihres Vaters zu betreiben. Ein gemeinsamer Tauchgang erhärtet Annas Verdacht, dass Styles Eddie umbringen und die Leiche im Meer versenken ließ. Die Leiche kann dabei aber nicht gefunden werden.
Anna wird von Styles schwanger. Styles mächtiger Schwiegervater wird von Styles Feinden über dessen Ehebruch informiert und lässt daraufhin den seinen Plänen mittlerweile ohnehin nicht mehr nützlichen Styles ermorden. Anna zieht nach San Francisco und begegnet ihrem Vater wieder: Er wurde tatsächlich Opfer eines Anschlages im Auftrag von Styles und gefesselt im Meer versenkt, hatte sich aber nur tot gestellt und konnte aufgrund seiner Varieté-Vergangenheit als Entfesslungskünstler entkommen. Eddie nutzte die Gelegenheit, sein altes Leben, von dem er sich aufgrund der Verantwortung für die pflegebedürftige Lydia überfordert fühlte, hinter sich zu lassen und eine neue Existenz als Matrose aufzubauen. Er unterstützte die Familie aber aus der Ferne durch Geldsendungen an seine Schwester zumindest finanziell. Durch eine Nahtod-Erfahrung nach einem Schiffbruch nachhaltig gewandelt, ist er nun bereit, sich seiner Vergangenheit zu stellen und wieder Kontakt mit Anna aufzunehmen.

## Entstehungsprozess
The New Yorker befragte Egan zu ihrem Schreibprozess. Egan beschrieb den ersten Entwurf des Romans, der nahezu fünfzehn Jahre zuvor entstand, als „schlecht .... völlig unsäglich. Aber das ist normal.“ Sie schrieb einen zweiten Entwurf, den sie fast aufgab. Als das Buch endlich fertig war, bestand es aus annähernd 14.000 handgeschriebenen Seiten. Im Verlauf von ein-einhalb Jahren hatte Egan circa fünf bis sechs Seiten pro Tag geschrieben.
Anna, die Hauptfigur in Egans Roman, wird schließlich eine professionelle Taucherin. Dieser Umstand ist entspricht nicht den historischen Tatsachen – während des Zweiten Weltkriegs gab es keine Taucherinnen an Schiffswerften in Brooklyn. Um die historische Genauigkeit in ihrer fiktionalen Darstellung zu gewährleisten, traf sich Egan daher mit Andrea Motley Crabtree, der ersten Taucherin der US-Kriegsmarine. Sie unterhielten sich über die körperliche Herausforderung, die damals standardmäßig eingesetzten Taucheranzüge zu tragen. Crabtree ermutigte Egan an einem Taucher-Veteranen-Treffen teilzunehmen, bei dem Egan die Gelegenheit erhielt, selbst einen US-Army-Mark-V-Taucheranzug, komplett mit schweren Kupferhelm und Bleischuhen, anzulegen. Egan traf sich auch mit Alfred Kolkin, der während des Zweiten Weltkriegs als Maschinist an der Brooklyn Navy Yard arbeitete.

## Rezeption
Die Los Angeles Review of Books vergleicht Egans Roman mit Ein Baum wächst in Brooklyn, da es sich um eines jener seltenen Bücher handle, die das Leben in New York aus weiblicher Perspektive schildern. Time lobt Egans exquisite Prosa und ihren filmischen Zugang zur Erzählung, die gleichzeitig durch Annas realistische Frustration über die gesellschaftlichen Verhältnissen geerdet bleibt. Die The New York Times sieht Manhattan Beach als würdig, in den Kanon der Geschichten über New York aufgenommen zu werden. Auch The Guardian sieht den Hauptreiz des Romans in der beträchtlich filmischen Bandbreite der Erzählung.
The Vulture, das online-Magazin der Zeitschrift New York, fand hingegen einige Kritikpunkte: Egan verwende ein Übermaß an Kunstgriffen, die die beabsichtigte historische Authentizität der militärischen Passagen verschleiern, und baue zu sehr auf die Klischees des Kinos, vor allem in den Gangster-Passagen; das Ergebnis wirke allzu bemüht. Auch Entertainment Weekly verlieh dem Roman lediglich die Note B+ mit der Begründung, die Prosa sei zu zusammenhanglos und enthalte zu viele „große amerikanische Romane – den düsteren Gangsterroman, die mitreißende, weitschweifige World-War-II-Romanze, die klassische Erzählung von Immigranten in New York, die zeitlose Geschichte des Meeres.“